# Мерида (футбольный клуб, 1912)
«Ме́рида» (исп. Club Polideportivo Mérida) — бывший испанский футбольный клуб из одноимённого города. Клуб основан в 1912 году, и прекратил своё существование в 2000 году из-за финансовых трудностей. Домашние матчи проводил на арене «Эстадио Романо», вмещающей 14 600 зрителей. «Мерида» дважды в своей истории поднималась в Примеру, в сезонах 1995/96 и 1997/98, но в обоих случаях в тот же год вылетала в низший дивизион. Де-юре «Мерида» прекратила своё существование в 2000 году, но де-факто она была воссоздана на базе своей резервной команды.

## Достижения
- Сегунда
  - Победитель (2): 1994/95, 1996/97
- Терсера
  - Победитель (3): 1956/57, 1979/80, 1987/88

## Сезоны по дивизионам
- Примера — 2 сезона.
- Сегунда — 7 сезонов.
- Сегунда Б — 3 сезона.
- Терсера — 37 сезонов.